# Polyporogaster indica
Polyporogaster indica är en mångfotingart som först beskrevs av Meinert F. 1886.  Polyporogaster indica ingår i släktet Polyporogaster och familjen trädgårdsjordkrypare. Inga underarter finns listade i Catalogue of Life.